# Будь моїм хлопцем на 5 хвилин
Будь моїм хлопцем на 5 хвилин (англ. Nick and Norah's Infinite Playlist) — молодіжна кінокомедія виробництва США 2008 року. Сюжет фільму базується на однойменному романі Рейчел Кон та Девіда Левітана.
Прем'єра фільму відбулася 6 вересня 2008 року на Міжнародному кінофестивалі в Торонто. У США фільм вперше презентували 3 жовтня 2008 року.

## У ролях
- Майкл Сера — Нік
- Кет Деннінгс — Нора
- Алексіс Дзена — Тріс
- Арі Грейна — Керолін
- Аарон Ю — Том
- Джей Барушель — Тел

### Камео
- Сет Маєрс
- Енді Семберг
- Едді Кей Томас
- Джон Чо

## Цікавий факт
Фільм знімався в українському ресторані Веселка в Нью-Йорку.